# Eugen Paul
Eugen Paul (* 3. Mai 1932 in Heilbronn; † 16. Februar 1995 in Augsburg) war ein deutscher römisch-katholischer Theologe.

## Leben
Das zweite Kind des Ingenieurs Wilhelm Paul und seiner Ehefrau Josepha studierte von 1951 bis 1955 katholische Theologie an der Universität Tübingen. Nach der Priesterweihe am 17. Juni 1956 war er von 1956 bis 1962 Vikar. 1962 wurde er Jugendkaplan und Leiter des Jugendhauses Michaelsberg in Cleebronn. Von 1964 bis 1969 war er Assistent für Katholische Theologie und Religionspädagogik an der PH Weingarten. Nach der Promotion 1969 an der Universität München bei Heinrich Fries wurde er am 1. Oktober 1969 Dozent für Katholische Theologie und Religionspädagogik an der PH Weingarten (seit 9. September 1970 Beamter auf Lebenszeit). Am 1. April 1972 wurde er außerordentlicher Professor für Pädagogik und Katechetik an der Philosophisch-Theologischen Hochschule Passau. Am 1. März 1974 wurde er Ordinarius für Religionspädagogik am Katholisch-Theologischen Fachbereich der Universität Augsburg.

## Schriften
- Denkweg und Denkform der Theologie von Matthias Joseph Scheeben (= Münchener theologische Studien. 2. Systematische Abteilung. Band 40). Hueber, München 1970, OCLC 462881586 (zugleich Dissertation, München 1968).
- mit Franz Peter Sonntag: Kirchengeschichtsunterricht (= Unterweisen und verkünden. Religionspädagogik, Theorie und Praxis. Band 14). Benziger, Zürich 1971, ISBN 3-545-26016-X.
- Matthias Scheeben (= Wegbereiter heutiger Theologie. Band 8). Styria, Graz 1976, ISBN 3-222-10313-5.
- mit Erich Bochinger: Einführung in die Religionspädagogik (= Studium Theologie. Band 5). Kaiser, München 1979, ISBN 3-459-01235-8.
- mit Günter Stachel, Wolfgang Langer: Katechismus – Ja? – Nein? – Wie? Drei Diskussionsbeiträge (= Studien zur praktischen Theologie. Band 25). Benziger, Zürich 1982, ISBN 3-545-21525-3.
- Antike und Mittelalter (= Geschichte der christlichen Erziehung. Band 1). Herder, Freiburg im Breisgau/Basel/Wien 1993, ISBN 3-451-23051-8.
- Barock und Aufklärung (= Geschichte der christlichen Erziehung. Band 2). Herder, Freiburg im Breisgau/Basel/Wien 1995, ISBN 3-451-23052-6.

| Personendaten    | Personendaten                           |
| ---------------- | --------------------------------------- |
| NAME             | Paul, Eugen                             |
| KURZBESCHREIBUNG | deutscher römisch-katholischer Theologe |
| GEBURTSDATUM     | 3. Mai 1932                             |
| GEBURTSORT       | Heilbronn                               |
| STERBEDATUM      | 16. Februar 1995                        |
| STERBEORT        | Augsburg                                |